# Canottaggio ai Giochi della XXIX Olimpiade - Otto maschile

## Batterie
Hanno partecipato alle batterie di qualificazione 8 equipaggi, suddivisi in 2 batterie: i primi di ogni batteria sono passati direttamente alla finale A, mentre gli altri hanno effettuato i ripescaggi.
Lunedì 11 agosto 2008, ore: 15:10-15:30
| Posizione | Paese       | Atleta | Tempo   | Note |
| --------- | ----------- | --- | ------- | ---- |
| 1         | Canada      | Kevin Light, Ben Rutledge, Andrew Byrnes, Jake Wetzel, Malcolm Howard, Dominic Seiterle, Adam Kreek, Kyle Hamilton e Brian Price                                      | 5:27.69 | FA   |
| 2         | Polonia     | Sebastian Kosiorek, Michal Stawowski, Patryk Brzeziński, Slawomin Kruszkowski, Rafal Hejmej, Marcin Brzeziński, Wojciech Gutorski, Mikolaj Burda e Saniel Trojanowski | 5:34.95 | R    |
| 3         | Paesi Bassi | Olivier Siegelaar, Rogier Blink, Meindert Klem, Jozef Klaassen, Savid Kuiper, Mitchel Steenman, Olaf van Andel, Diederik Simon e Peter Wiersum                        | 5:40.43 | R    |
| 4         | Australia   | David Dennis, Samuel Loch, James Chapman, Tom Laurich, Jeremy Stevenson, James Tomkins, Sam Conrad, Stephen Stewart e Marty Rabjohns                                  | 6:55.59 | R    |

| Posizione | Paese       | Atleta | Tempo   |    |
| --------- | ----------- | --- | ------- | -- |
| 1         | Regno Unito | Alex Partridge, Tom Stallard, Tom Lucy, Richard Egington, Josh West, Alastair Heathcote, Matthew Langridge, Colin Smith e Acer Nethercott         | 5:25.89 | FA |
| 2         | Stati Uniti | Beau Hoopman, Matt Schnobrich, Micah Boyd, Wyatt Allen, Daniel Walsh, Steven Coppola, Josh Inman, Bryan Volpenhein e Marcus McElhenney            | 5:29.60 | R  |
| 3         | Cina        | Qu Xiaoming, Wang Jingfeng, Liu Zhen, He Yi, Zheng Chuanqi, Zhou Yinan, Zhang Yongquiang, Wang Xiangdang e Zhang Dechang                          | 5:35.09 | R  |
| 4         | Germania    | Florian Eichner, Sebastian Schmidt, Matthais Flach, Philipp Naruhn, Jochen Urban, Florian Mennigen, Kristof Wilke, Andreas Penkner e Peter Thiede | 5:37.56 | R  |

## Ripescaggi
I primi 4 equipaggi del ripescaggio si sono qualificati per la finale A.
Martedì 12 agosto 2008, ore: 17:10-17:20
| Posizione | Paese       | Atleta | Tempo   |    |
| --------- | ----------- | --- | ------- | -- |
| 1         | Stati Uniti | Beau Hoopman, Matt Schnobrich, Micah Boyd, Wyatt Allen, Danel Walsh, Steven Coppola, Josh Inman, Brian Volpenhein e Marcus McElhenney                                 | 5:38.95 | FA |
| 2         | Paesi Bassi | Olivier Siegelaar, Rogier Blink, Meindert Klem, Jozef Klaassen, Savid Kuiper, Mitchel Steenman, Olaf van Andel, Diederik Simon e Peter Wiersum                        | 5:40.31 | FA |
| 3         | Australia   | David Dennis, Samuel Loch, James Chapman, Tom Laurich, Jeremy Stevenson, James Tomkins, Sam Conrad, Stephen Stewart e Marty Rabjohns                                  | 5:42.62 | FA |
| 4         | Polonia     | Sebastian Kosiorek, Michal Stawowski, Patryk Brzeziński, Slawomin Kruszkowski, Rafal Hejmej, Marcin Brzeziński, Wojciech Gutorski, Mikolaj Burda e Saniel Trojanowski | 5:42.92 | FA |
| 5         | Cina        | Qu Xiaoming, Wang Jingfeng, Liu Zhen, He Yi, Zheng Chuanqi, Zhou Yinan, Zhang Yongquiang, Wang Xiangdang e Zhang Dechang                                              | 5:42.97 | FB |
| 6         | Germania    | Florian Eichner, Sebastian Schmidt, Matthais Flach, Philipp Naruhn, Jochen Urban, Florian Mennigen, Kristof Wilke, Andreas Penkner e Peter Thiede                     | 5:47.05 | FB |

## Finali

### Finale B
Sabato 16 agosto 2008, ore 15:20-15:30
| Posizione | Paese    | Atleta | Tempo   |
| --------- | -------- | --- | ------- |
| 1         | Cina     | Qu Xiaoming, Wang Jingfeng, Liu Zhen, He Yi, Zheng Chuanqi, Zhou Yinan, Zhang Yongquiang, Wang Xiangdang e Zhang Dechang                          | 5:34.59 |
| 2         | Germania | Florian Eichner, Sebastian Schmidt, Matthais Flach, Philipp Naruhn, Jochen Urban, Florian Mennigen, Kristof Wilke, Andreas Penkner e Peter Thiede | 5:36.89 |

### Finale A
Domenica 17 agosto 2008, ore 17:30-17:40
| Posizione | Paese       | Atleta | Tempo   |
| --------- | ----------- | --- | ------- |
|           | Canada      | Kevin Light, Ben Rutledge, Andrew Byrnes, Jake Wetzel, Malcolm Howard, Dominic Seiterle, Adam Kreek, Kyle Hamilton e Brian Price                                      | 5:23.89 |
|           | Regno Unito | Alex Partridge, Tom Stallard, Tom Lucy, Richard Egington, Josh West, Alastair Heathcote, Matthew Langridge, Colin Smith e Acer Nethercott                             | 5:25.11 |
|           | Stati Uniti | Beau Hoopman, Matt Schnobrich, Micah Boyd, Wyatt Allen, Daniel Walsh, Steven Coppola, Josh Inman, Bryan Volpenhein e Marcus McElhenney                                | 5:25.34 |
| 4         | Paesi Bassi | Olivier Siegelaar, Rogier Blink, Meindert Klem, Jozef Klaassen, Savid Kuiper, Mitchel Steenman, Olaf van Andel, Diederik Simon e Peter Wiersum                        | 5:29.26 |
| 5         | Polonia     | Sebastian Kosiorek, Michal Stawowski, Patryk Brzeziński, Slawomin Kruszkowski, Rafal Hejmej, Marcin Brzeziński, Wojciech Gutorski, Mikolaj Burda e Saniel Trojanowski | 5:31.42 |
| 6         | Australia   | David Dennis, Samuel Loch, James Chapman, Tom Laurich, Jeremy Stevenson, James Tomkins, Sam Conrad, Stephen Stewart e Marty Rabjohns                                  | 5:35.10 |